# 25 Batalion Radiotechniczny
25 Batalion Radiotechniczny (25 brt) – pododdział wojsk radiotechnicznych Sił Zbrojnych Rzeczypospolitej Polskiej.
W 1990 roku wszedł w podporządkowanie dowódcy 2 Brygady Radiotechnicznej
W 1995 roku rozwiązano batalion. Dłużej użytkowana była RLS "Avia", wcześniej integralny element struktury organizacyjnej  batalionu. 

## Dowódcy batalionu
- mjr Adam Sikorski
- mjr Grzegorz Nakielski
- mjr Stefan Grzonka
- kpt. Michał Sikora